# محمد سامي مازن
محمد سامي مازن من مواليد سوهاج في جمهورية مصر العربية. درس بمدرسة الحقوق الملكية وتخرج منها بتفوق، وكان من أبرز الشخصيات من زملائه في الدراسة الأستاذ يحيي حقي. تقلد العديد من المناصب القضائية وكان من مؤسسي مجلس الدولة المصري وعمل مستشارًا بالمجلس منذ إنشائه ثم تولي منصب رئيس ديوان الموظفين بدرجة وزير، ثم تولي منصب وزير المعارف العمومية ضمن وزارة حسين سري باشا، وبعد استقالة الوزارة عمل بالمحاماة، و كان من أبرز وأكبر المحامين في تاريخ مصر.
و هو والد المستشار \ ممدوح مازن - نائب رئيس مجلس الدولة الاسبق، وجد المستشار \ حسام مازن - نائب رئيس مجلس الدولة الحالي.